# 台场山
台场山（日语：／）或魯達科夫山（俄语：Гора Рудакова）是位於千島群島得撫島中部的火山，海拔高度542米，火山口中的火山湖寬300米，該火山的山體在全新世形成。